# Czarna Woda Rakuska
Czarna Woda Rakuska lub po prostu Czarna Woda (niem. Schwarzwasser, słow. Čierna voda, węg. Rókusi-Fekete-víz) – potok wypływający w Dolinie Czarnej Rakuskiej w słowackich Tatrach Bielskich. Jest prawym dopływem Bielskiego Potoku.
Główny Ciek Czarnej Wody wypływa w wywierzysku zwanym Siedem Źródeł na wysokości około 1200 m. W obrębie Doliny Czarnej ma dwa dopływy wypływające w dwóch górnych odnogach Doliny Czarnej: Czarna Huczawa wypływająca w Dolinie Czarnej Huczawy i Luba Woda wypływająca w Dolinie pod Czerwoną Glinką. Od wysokości około 1047 m Czarna Woda jednym już korytem spływa w kierunku południowo-wschodnim, opuszcza Tatry, przepływa pod Drogą Wolności i płynie w kierunku wschodnim przez porośnięte lasem tereny Kotliny Podtatrzańskiej. Po północnej stronie wsi Rakusy wypływa z lasu na pola uprawne, przepływa pod drogą krajową nr 66 i zaraz potem uchodzi do Bielskiego Potoku.
Po południowej stronie Czarnej Wody Rakuskiej jest jeszcze drugi potok o nazwie Čierna voda płynący Kotliną Podtatrzańską. Opływa on zabudowania Białej Spiskiej po południowej stronie i uchodzi do Popradu.